# مالینوفکا (شهرستان پلستسکی، استان آرخانگلسک)
مالینوفکا (به لاتین: Malinovka) یک منطقهٔ مسکونی در روسیه است که در استان آرخانگلسک واقع شده‌است.